# Une île (série télévisée)
Pour les articles homonymes, voir Une île.
Une île est une minisérie télévisée française en six épisodes de 45 minutes créée par Gaia Guasti et Aurélien Molas, réalisée par Julien Trousselier et diffusée les 9 et 16 janvier 2020 sur Arte,.

## Synopsis
Sur une île en proie à des problèmes de pêche, une mystérieuse femme venue de la mer commet plusieurs meurtres.

## Fiche technique
- Réalisation : Julien Trousselier
- Création : Gaia Guasti, Aurélien Molas d'après une idée originale de Simon Moutaïrou avec la collaboration de Marcia Romano
- Scénario : Gaia Guasti, Aurélien Molas, Simon Moutairou, Marcia Romano
- Production : Nicole Collet
- Musique : Pierre Gambini
- Photographie : David Cailley
- Montage : Johann Herbay, Amélie Massoutier
- Sociétés de production : Image et Compagnie, Lagardère Studio Distribution, Arte France

## Distribution
- Noée Abita : Chloé
- Laetitia Casta : Théa
- Manuel Severi : Loïc
- Sergi López : Bruno
- Alba Gaïa Bellugi : Sabine
- Marie-Pierre Nouveau : Gabrielle
- Henri-Noël Tabary : Johan
- Cédric Appietto : César

## Tournage
Le tournage a lieu en Corse d'août à novembre 2018.

## Épisodes
La série se découpe en six épisodes :
1. Les habitants d'une île non identifiée ont de plus en plus de mal à vivre de la pêche. Certains villageois se tournent vers des trafics illégaux et les jeunes de l'île ne pensent qu'à partir ailleurs. Sabine emmène son amie Chloé à une fête organisée sur la plage. La fête tourne mal quand un jeune homme essaye de profiter d'elle avant d'être conduit à l'hôpital entre la vie et la mort. Chloé ne sait pas ce qu'il s'est passé. Pendant ce temps, deux pêcheurs sont portés disparus et une mystérieuse femme est retrouvée dans la cale de leur bateau. La femme dit seulement s'appeler Théa.
2. Sur le continent, on informe le capitaine Bruno Pagani de la découverte de la mystérieuse Théa. Il part pour l'île afin d'aider les garde-côtes Loïc et Gabrielle à mener l'enquête. Toutefois, l'énigmatique Théa a disparu, tout comme le docteur Mathesson. Chloé fait l'expérience d'autres phénomènes étranges. La veuve d'un des deux marins disparus, Françoise, découvre Théa dans la caravane qu'elle loue à Chloé. La femme a un comportement des plus étranges. Françoise suspecte Chloé de la connaître et ne veut plus la voir. De son côté, Théa va voir Chloé pour lui parler.
3. L'enquête se poursuit. Le capitaine Pagani interroge César, qui avait trouvé Chloé dans une grotte de l'île quand elle était enfant. C'est au même endroit qu'on avait retrouvé le cadavre de Pierre, le frère de Loïc et Sabine, mort noyé. Chloé veut en savoir plus sur ses origines et sur ce qu'elle est. Théa lui dit qu'elle font partie d'un peuple de femmes de la mer que les humains ont exterminé. Théa cherche à faire une nouvelle victime pendant que la jeune fille expérimente son pouvoir d'attraction.
4. Après que Théa a attaqué César, Chloé doit expliquer ses liens avec la mystérieuse Théa mais les enquêteurs n'arrivent pas à la faire parler. Le capitaine Pagani décide de laisser partir Chloé, pensant que c'est la meilleure stratégie pour attraper Théa. Pendant ce temps, Boris, qui avait essayé d'agresser Chloé, sort du coma. Sabine se pose des questions sur l'identité de son amie et sur son comportement envers les hommes. Gabrielle prend Chloé en filature mais est surprise par César. Chloé en apprend plus sur sa féminité auprès de Loïc.
5. L'île est frappée par un nouveau malheur sous la forme d'une substance noire qui empoisonne les poissons. Les pêcheurs sont de plus en plus hostiles envers Chloé et Théa, qu'ils suspectent. Théa a su montrer une part d'humanité à Bruno Pagani, mais sa colère contre les hommes reprend le dessus. Elle mène Chloé à la poursuite d'un bateau pollueur et attaque l'équipage. Chloé décide de partir et d'abandonner Théa. Les enquêteurs ne savent plus trop comment agir. Après le suicide de Boris, Johan veut se faire justice lui-même.
6. Théa est affaiblie par la substance noire et le capitaine Pagani la recueille. Loïc a des doutes par rapport à Chloé. En l'arrêtant, il la protège par la même occasion de la vengeance de Johan. Face à l'atmosphère paranoïaque de l'île, César veut mettre Chloé à l'abri contre la libération de Gabrielle. Bruno accepte d'aider Chloé et Théa à fuir. Accompagné de Chloé, il part récupérer Théa au camping mais trouve également Johan et sa bande assoiffés de vengeance.

## Distinction
- Festival Séries Mania 2019 : Prix de la meilleure série française[4]